# Краситель Романовского — Райта
Краситель Романовского сочетает в своем составе эозинат (химически восстановленный эозин) и метиленовый синий, иногда с продуктами окисления последнего — азуром А и азуром Б. Краситель Романовского является прототипом ряда других красителей, которые применяют для исследования гистологических препаратов крови и костного мозга больных людей, для обнаружения паразитов крови, таких как малярия, а также при широком круге других патологических состояний. Окрашивание красителем Романовского — Райта удобнее, чем окрашивание гематоксилином и эозином, так как позволяет дифференцировать различные типы лейкоцитов.

## История красителя Романовского
Окрашивание по Романовскому является прототипом методик окрашивания по Дженнеру (англ. Louis Jenner, 1866—1904) или Май-Грюнвальду (нем. May-Grünwald), Лейшману (англ. William Boog Leishman, 1865—1926), Райту (англ. James Homer Wright, 1869—1928), Гимзе (нем. Gustav Giemsa, 1867—1948), а также Папенгейму (нем. Artur Pappenheim, 1870—1916) и др., которые применяются для дифференциации клеток в мазках патологического материала. В 1879 году Эрлих для этого использовал смеси кислых и основных красителей. Романовский и Малаховский независимо разработали методику с использованием смеси эозина Y и окисленного метиленового синего (публикации 1890—1891 гг).

## Усовершенствования красителя Романовского
По причине того, что водные растворы красителей не были устойчивыми, в 1901 году Лейшман и в 1902 году Райт (Wright’s stain) предложили применение метанола в качестве фиксатора перед окрашиванием. В 1904 году Гимза улучшил эту методику путём стандартизации растворов красителя и добавления глицерина для увеличения растворимости и стабильности.
|  |  |  |  |

## Краситель Райта
Краситель Райта преимущественно применяют при окрашивании мазков периферической крови и аспиратов костного мозга. Также краситель Райта применяют в цитогенетике для окрашивания хромосом при диагностике наследственных заболеваний и синдромов. Краситель Райта применяют при дифференциальном подсчете лейкоцитов, так как данный способ окрашивания позволяет легко различать форменные элементы белой крови. Буферный краситель Райта, краситель Райта — Гимзы, буферный краситель Райта — Гимзы и другие являются различными модификациями красителя Райта. Модификации могут содержать эозин Y, азур Б, метиленовый синий, некоторые коммерчески доступные препараты включают растворы для облегчения окрашивания.

## Принцип окраски
Окисление метиленового синего в водном растворе с использованием нагревания и щелочи давало смесь азура А, азура Б, метилена фиолетового и метиленового синего. Затем добавляется эозин Y для получения «нейтрального» красителя. Осадок затем растворяется в смеси метанола и глицерина для получения хранимого раствора. Последний разводится водой или водяным буфером для получения рабочего раствора при приготовлении образцов патологического материала.